# المعهد العالي للدراسات القانونية بقابس
المعهد العالي للدراسات القانونية بقابس هو إحدى المؤسسات العليا التابعة لجامعة قابس، وقد أحدث عام 2003 بمقتضى الأمر رقم 1963 المؤرخ في 4 أوت 2003، ويتمتع بالشخصية المدنية والاستقلال المادي. ويهدف إلى تكوين الطلبة في المجالات القانونية.

شعار المعهد العالي للدراسات القانونية بقابس

## أرقام
طبقا لأرقام السنة الدراسية 2007-2008 يدرس بها 1457 طالبا من بينهم 1198 طالبة.

## الشهادات
تدوم الدراسة بالمعهد ثلاث سنوات تنتهي بالحخصول على إحدى الشهادات التالية:
- الإجازة التطبيقية في الشؤون القانونية
- الإجازة التطبيقية في قانون الأعمال
- الإجازة التطبيقية في الجباية

## الإدارة
- المدير:  الدكتور نوفل الناصفي
- الكاتب العام:  وجــدي برغــل

## وصلة خارجية
- موقع المعهد العالي للدراسات القانونية بقابس.